# Узун-Сырт
Узун-Сырт (укр. Узун-Сирт, крымскотат. Uzun Sırt, Узун Сырт) — горный хребет в Крыму, близ Коктебеля, колыбель советского и российского планеризма. Также известен как Гора Клементьева, в память о П. Н. Клементьеве, испытателе-планеристе, погибшем здесь 11 сентября 1924 года. Через гору Клементьева проходит 45 параллель, которую называют Золотой осью, или серединой планеты.

## Узун-Сырт
Узун-Сырт в переводе с крымскотатарского означает «длинный хребет» (узун — длинный, сырт — хребет).
Узун-Сырт представляет собой довольно широкое (300—600 м), с тремя явно выраженными вершинами, выгнутое плато, ограничивающее с севера круглую долину Бараколь диаметром около 4 км, где постоянно возникают восходящие воздушные потоки. На западе и юго-западе плато граничит с вулканическим массивом Кара-Даг. Длина Узун-Сырта около 7 км. Возвышение над долиной с юга — 130 м, с севера — 80 м.

## Скифское городище
В IV в. до н. э. над перевалом стояла пограничная стража Боспора Киммерийского. Здесь была самая западная граница царства, пограничная полоса, разделяющая Боспорское царство и Тавроскифию.
На склонах Сары-Каи археологи обнаружили остатки обширного скифского городища (около 8 га) конца II в. до н. э. — начала I в. н. э. Город был обнесен внушительными укреплениями и имел возвышенный акрополь с крепостью, жилые кварталы и посады. Восточный склон города был окружен земляным валом. В этом позднескифском городе найдены жилые и хозяйственные строения, очаги, зерновые ямы, разнообразная лепная и гончарная посуда, железные ножи, бронзовые зеркала, браслеты, бусы, перстни. Рядом с городищем находились курганные погребения II в. до н. э. — I в. н. э.

## Уникальные воздушные потоки
Гора Узун-Сырт стала местом, где развивались отечественные планеризм, дельтапланеризм и парапланеризм.
Один из пионеров планерного спорта, военный лётчик К. Арцеулов вспоминал: на прогулке пешком из Коктебеля в Феодосию с поэтом Максимилианом Волошиным, он рассказал о восходящих потоках в здешних краях. "Я предложил подняться на гору Узун-Сырт. Мы немного отклонились от пути, поднялись на гору. Я предложил Волошину бросить в поток шляпу. Он ее бросил. И против ожидания она не упала вниз, а, наоборот, поднялась кверху, перелетела через наши головы и упала где-то сзади нас… Волошин был в восторге. Он сразу понял, что такое восходящие потоки".

## Лётная школа
С 1923 по 1977 год в селе Отважное находилась Высшая лётно-планерная школа (ВЛПШ). Основателем и директором школы был Андрей Митрофанович Розанов (1891—1941). Он возглавлял Общество друзей Воздушного Флота и активно содействовал развитию в стране авиамоделизма и планеризма среди молодёжи, был наставником Сергея Королёва. Является одним из авторов популярного в те годы учебника «Техника и практика планеризма». Организатор и командор Всесоюзного аэросанного пробега 1929 года.
Здесь начинали свой путь будущие генеральные конструкторы О. К. Антонов, А. С. Яковлев, С. В. Ильюшин, создатель космических кораблей академик С. П. Королёв.
Началом советского планеризма считается 1 ноября 1923 года. В этот день были проведены первые планерные испытания, в дальнейшем названные слётами.
Всего состоялось 11 слётов — с 1923 по 1935 год. Они проходили ежегодно (кроме 1926 и 1931 годов), обычно осенью. Для того времени каждый слёт был событием всесоюзного масштаба. На них устанавливались новые рекорды безмоторных полётов, появлялись новые имена. 

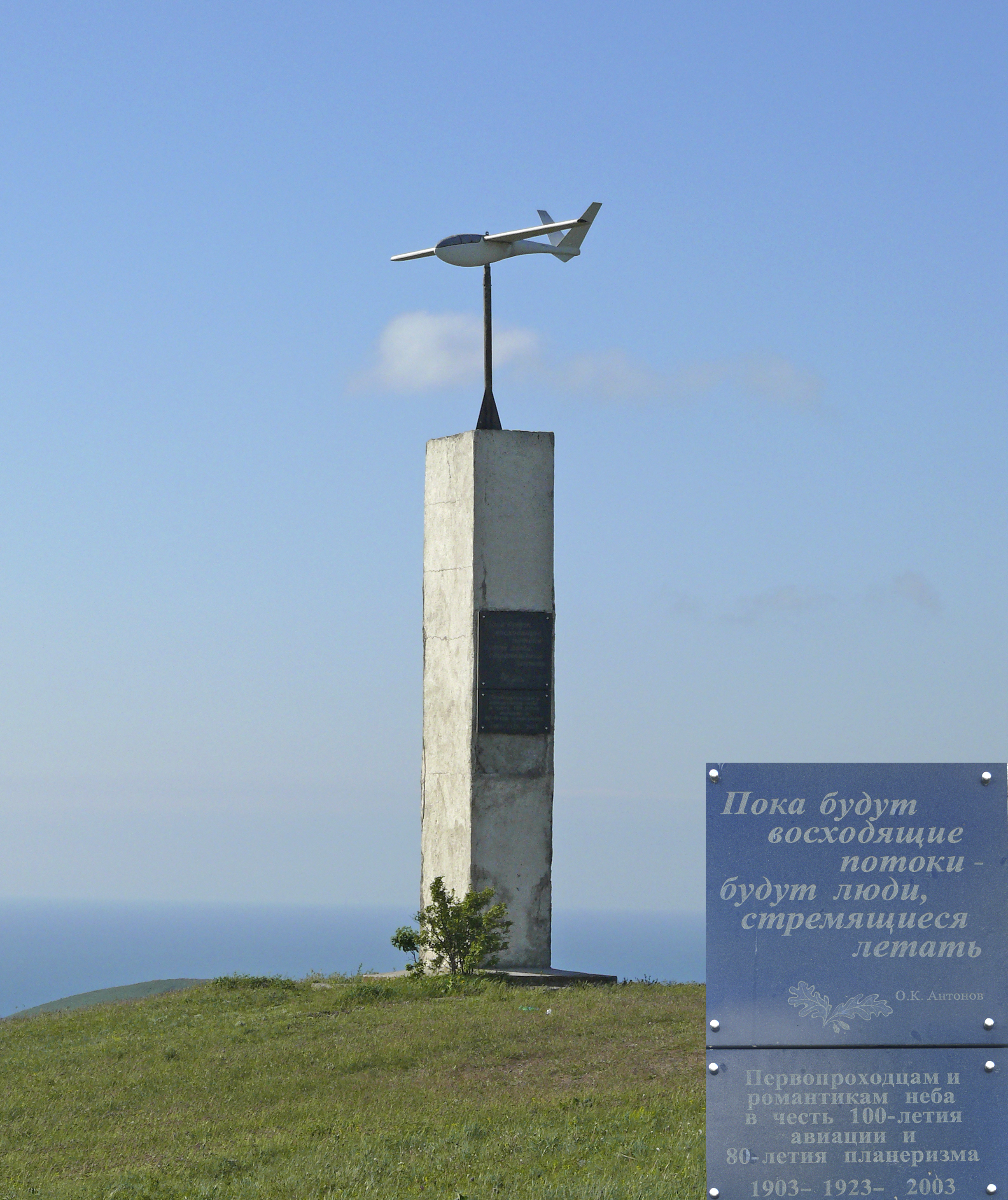
Памятник планеристам на Узун-Сырте существует с 1973 года, современный вариант установлен в 2003 году.

В 1925 году Константин Арцеулов писал: «Окончательно же качества найденной мною горы были признаны в 1925 году, когда даже немецкие спортсмены, побывавшие у нас, заявили, что коктебельская Гора — лучшее место в Европе для полетов на планерах…».
7 сентября 1973 года, на переднем крае горы Клементьева установлен памятник планеристам.
В 1977 году на Узун-Сырте было решено создать Научно-исследовательскую планерную базу ЦАГИ.
В 1992 г база была реорганизована в Центр планерного спорта «Коктебель».
В 2009 г. местная администрация планировала раздел горы на участки и застройку, что сделало бы невозможными безмоторные полёты над ней.
5 марта 2010 года Верховный Совет Украины принял Постановление № 1947-VI «Про мероприятия по сохранению территории горы Клементьева (Узун-Сырт) в Автономной Республике Крым», целью которого является недопущение уничтожения уникального места, аналогов которому по своим аэродинамическим свойствам нет в Европе, и сохранению условий для дальнейшего развития сверхлёгкой авиации, дельтапланерного и парапланерного спорта.

## Лётчики и планеристы

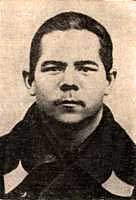
Пётр Николаевич Клементьев, 1896—1924

Неофициально Узун Сырт называется «Горой Клементьева», в память об испытателе-планеристе П. Н. Клементьеве, погибшем здесь во время испытаний нового планера 11 сентября 1924 года. П. Н. Клементьев родился в Астрахани в 1896 году. В 1915 году был призван в армию. Во время Гражданской войны служил в отряде гидросамолетов в Царицыне. После войны работал авиаинструктором в Севастополе, затем в Самаре. Поступил в Академию воздушного флота, увлекся планеризмом, построил собственный планер «Комсомолец» и привез его в Крым на II всесоюзные соревнования. Во время двадцать третьего парящего полета у его планера лопнул тяж, удерживающие крылья на высоте 500 метров. Крылья сложились, планер упал и Клементьев погиб. Несмотря на это его планер признали лучшим и, после небольшой доработки пустили в серию. Тело Клементьева доставили в Москву и похоронили на Новодевичьем кладбище.
Наиболее известные лётчики и планеристы:
- К. К. Арцеулов
- Л. А. Юнгмейстер
- В. А. Степанчёнок
- С. Ф. Гавриш
- С. Н. Анохин
- В. В. Гончаренко

Первые планеристки страны, рекордсменки:
- М. К. Раценская
- Е. А. Грунауэр
- О. В. Клепикова[укр.]